# カンザスシティの虐殺
カンザスシティの虐殺（カンザスシティのぎゃくさつ、英：Kansas City massacre、またはカンザスシティ虐殺事件）は、1933年6月17日の朝、ミズーリ州カンザスシティのユニオン駅前で発生した銃撃事件。
逮捕移送中の仲間を救出しようとした3人のギャングが銃を乱射し、連邦捜査官と警察官の計4名と移送中の囚人1名が死亡した。今日の連邦捜査局FBIが生まれるきっかけにもなった。

## 事件の概要

### 背景
事件は『アメリカで最も銀行強盗を成功させた男』と呼ばれた凶悪犯、フランク・ナッシュの逮捕に端を発する。
同業者に隠れ家を漏らされアーカンソー州ホットスプリングスで逮捕されたナッシュは、捜査局（後のFBI）によって直ちにレブンワース刑務所に移されることになった。その日の夜行列車で移送し、翌朝カンザスシティのユニオン駅で現地の捜査官に引き渡す段取りであった。
その情報はすぐにカンザスシティのマフィアに伝わり、ナッシュのかつての相棒のヴァーノン・ミラーは襲撃の指示を受けた。ミラーは酒場などを当たって助っ人を探した。
1933年6月17日午前7時15分、列車はカンザスシティに到着した。快晴だった。
列車ではラッキー捜査官とスミス捜査官、オクラホマ警察のリード署長の3名が警護に当たり、ヴェッテルリ捜査官、キャフリー捜査官、地元の刑事2名の計4名がユニオン駅で出迎えた。ナッシュはかつらを被って変装した。2名がショットガン、3名が拳銃で武装して（ヴェッテルリとキャフリーは丸腰だった）、7名でナッシュを囲むようにして車へ移動し始めた。駅舎を出たところで一旦立ち止まり、周りを見回して再び歩き出した。

### 銃撃事件
警察の車は2台、ユニオン駅東口の正面に停めてあった。その右側2メートルにグリーンのプリマス、数メートル前方には向き合う形でシボレーのセダンが停まっていた。
キャフリー捜査官はナッシュを助手席に座らせ、後部座席にスミス捜査官とラッキー捜査官、リード署長の3名が乗り込んだ。ヴェッテルリ捜査官と刑事2名は車の前のほうに立っていた。キャフリーが車の反対側に回って運転席に乗り込もうとしたとき、銃（トンプソンと拳銃と見られる）を持った2人組がシボレーから飛び出し、プリマスの後方に走り出た。
車の外にいた刑事らは立ちすくんだ。2人組は右後方から発砲し始め、さらにシボレーのフロントバンパーに立ったもう1人がトンプソンを発砲、十字砲火を受ける形となった。ナッシュは慌ててかつらを取り去り「おれだ！撃つな！」と叫んだ。
※銃撃時の概要
銃声は30秒ほどで鳴り止み、2人は車内を覗き込んで「みんな死んだ。行こう」と言いシボレーの方に戻っていった。そのとき駅構内から警官が発砲して1人が負傷したように見えたが、シボレーは西の方向に走り去った。
この銃撃でナッシュは頭を吹き飛ばされ即死し、車外にいたキャフリー捜査官、２名の刑事、後部座席のリード署長も死亡した。ヴェッテルリ捜査官は左腕を撃たれ、後部座席のラッキー捜査官は背中を3発撃たれる重傷を負ったが一命を取り留めた。スミス捜査官は奇跡的に無傷だった。
※銃撃後の車両

### 実行犯のその後
事件から2週間後、捜査局は実行犯としてヴァーノン・ミラー、チャールズ”プリティボーイ”・フロイド、アダム・リチェッティの3人を発表した。

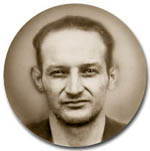
アダム・リチェッティ(1909-1938)

ミラーは一旦ニューヨークに逃げたが安全な居場所がなく、恋人ビビアン・マティアスと共にシカゴのアパートに隠れた。4ヶ月ほどが過ぎ、捜査局が居場所を突き止めたが、ミラーに関する情報が不十分だったせいもあり取り逃した。マティアスは殺人犯の蔵匿罪で逮捕された。

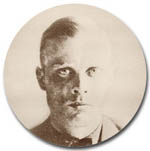
ヴァーノン・ミラー（1896-1933）

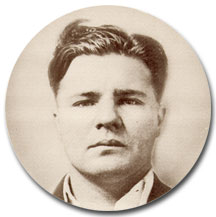
プリティボーイ・フロイド(1904-1934)

それから2ヶ月後の11月29日、デトロイト郊外でミラーの死体が見つかった。顔をハンマーのようなもので殴打され体を切り刻まれ側溝に捨ててあった。少し前にニュージャージーの組織と揉め事を起こしており、その報復と見られている。
フロイドと相棒のリチェッティは事件前夜にカンザスシティに到着しており、またミラーの自宅からリチェッティの指紋が付いたビール瓶が見つかった。駅にいたロッティ・ウェスト夫人は犯人の1人がプリティボーイ・フロイドだったと証言し、さらにマフィアと関わりのある情報提供者は「彼は大金を欲しがっていた」「事件後フロイドが腕に怪我をしていた」などと話した。
2人はニューヨーク州バッファローに1年ほど潜伏したあと故郷のオクラホマへ逃げようとしたが、小さな自動車事故をきっかけに捜査局に追い詰められ、フロイドは射殺、リチェッティは逮捕され1938年に死刑に処された。

### BOIからFBIへ
当時の捜査局（BOI）は捜査専門の機関であり、捜査官に逮捕権はなかった。支給される武器は.32口径リボルバーで、携行するときは警察や保安官事務所へ届け出る必要があった。フランク・ナッシュの逮捕や移送の際に地元警察を同行させたのはそのためである。
捜査局のエドガー・フーヴァー長官にとって、ユニオン駅の惨劇は捜査局の強大化を訴える格好の宣伝材料となった。その結果、捜査官には犯罪者を追跡し逮捕できる権限が認められ、全ての支局に.38口径リボルバー、.30口径スプリングフィールド銃、レミントンまたはウィンチェスターのポンプ式ショットガン、トンプソン短機関銃などを支給し、制限なく使用できるようになった。
さらに信頼性の高い車両を導入し、軍や警察から優秀な人材を引き抜くなど様々な改善がなされ、事件から2年後の1935年にFBIとして生まれ変わった。

## 捜査への疑惑

### 実行犯

#### フロイドとリチェッティ説
事件後、FBIは事件の概要を発表した。
フランク・ナッシュの逮捕を知った友人のヴァーノン・ミラーは、彼を救出しようとカンザスシティのマフィアを仕切るジョン・ラジアに相談した。
しかし部下を危険に晒してまで協力は出来ないとラジアに断られたため、たまたま自宅に泊めていたフロイドとリチェッティを雇った。彼らは銃を乱射し誤ってナッシュも殺してしまった。

しかし共犯者は本当にフロイドとリチェッティなのか、本当の目的は口封じのための暗殺ではないか、などと歴史研究家の間で大きく意見が分かれている。
情報提供者はマフィア側の人間でしかもジャンキーだったという。駅には目撃者が大勢いたのにフロイドに気付いたのはウェスト夫人1人しかおらず、しかも3年後に「新聞に載っていた別の犯人とよく似ている」と言い出すなど実はかなり曖昧な証言だったことがわかっている。
FBIが提示した瓶の指紋はいつ触ったものかわからず、単なる状況証拠に過ぎない。また、犯罪を自慢し合うのが当時のギャングの習慣なのにフロイドは最後まで否定し続けていたこと、フロイドの犯罪歴の中でこれだけ手段が異質であることなど、疑問視する理由を複数挙げている。
捜査局は悪名高いプリティボーイ・フロイドの名前を利用して、自分たちが有利になるよう仕組んだのだと論じる研究者もいる。

#### ハーベイ・ベイリーとウィルバー・アンダーヒル説
駅にいた元警官のサミュエル・リンクは、1人は間違いなくギャングのハーベイ・ベイリーだと証言した。もう1人は複数の写真の中からベイリーの仲間のウィルバー・アンダーヒルを選び出した。また、駅のポーターもハーベイ・ベイリーの写真を選んだ。
駅前でいとこの到着を待っていたマーガレット・ターナーは、停まっていたシボレーにウィルバー・アンダーヒルが乗っていたと証言した。
この2人は事件の数週間前にミラーの手助けで刑務所を脱獄したばかりで、捜査局も彼らを疑っていたようである。しかし報告書に記録は残っていない。

#### モーリス・デニングとソリー・ウェイズマン説
列車が到着する少し前、マッケロイ市長の娘メアリーと男友達の”ブラッキー”・オーデット(ギャングの手下）が乗った車が駅前広場にやって来た。彼女は父親の職場でナッシュが移送される話しを聞き見物に来たのだった。
ブラッキーは事件から20年後、著書の中で「私とメアリーは40メートルぐらい離れた場所で一部始終を見たが、明らかにフロイドとリチェッティではなく、モーリス・デニングとソリー・ウェイズマンだった」と書いている。
デニングは事件の2週間後に殺害され、ウェイズマンは行方不明となっている。

### マフィアとのつながり
カンザスシティのマフィアを仕切るジョン・ラジアが事件の黒幕だという疑惑は当時からあった。
ラジアは事件から1年後の1934年7月の深夜、妻とナイトクラブから帰宅したところを暗殺された。弾丸を分析した結果、ユニオン駅で使われたトンプソン短機関銃から発射されたものと判明。犯人は見つかっていない。
事件から1年半後にマフィアの関与が認められた。囚人の「救出」を指示した罪でマフィア幹部4名が有罪となった。各々に懲役2年と罰金1万ドル、彼らの妻も保護観察処分3年と罰金5千ドルが言い渡された。

## 「カンザスシティの虐殺」を描いた作品
- 『悪の実力者』"Pretty Boy Floyd" (1960年 映画）
- 『FBI対ギャング・カンザスシチーの大虐殺』”THE KANSAS CITY MASSACRE”（1975年 テレビ映画）
- 『ギャングランド/カポネが最も恐れた男』"The Verne Miller Story" （1987年 テレビ映画）